# Cuartel del General Ordóñez
El cuartel del General Ordóñez fue un edificio de la ciudad española de Valladolid, ya desaparecido.

## Descripción
El cuartel estaba situado en la plaza del Poniente de la ciudad española de Valladolid. Aparece descrito en el Compendio histórico-descriptivo y guía general de Valladolid (1922) de Casimiro González García-Valladolid con las siguientes palabras:

Cuartel General Ordóñez, Plaza del Poniente.—Se levanta al presente sobre el solar que ocupó la Casa de Moneda, fundada por el rey don Felipe II; edificio que en el siglo XVIII se detinó a prisión de mujeres con el nombre de La Galera; que fué luego Parque municipal y Cárcel de ciudad, destruído por un incendio el día 14 de Julio de 1893. Le ocupan fuerzas de Artillería.
(González García-Valladolid, 1922, p. 95)